# Preston (Iowa)
Preston és una població dels Estats Units a l'estat d'Iowa. Segons el cens del 2000 tenia 949 habitants.

## Demografia
Segons el cens del 2000, Preston tenia 949 habitants, 417 habitatges, i 250 famílies. La densitat de població era de 370,1 habitants/km².
Dels 417 habitatges en un 29% hi vivien nens de menys de 18 anys, en un 51,1% hi vivien parelles casades, en un 7% dones solteres, i en un 40% no eren unitats familiars. En el 35,7% dels habitatges hi vivien persones soles el 20,6% de les quals corresponia a persones de 65 anys o més que vivien soles. El nombre mitjà de persones vivint en cada habitatge era de 2,26 i el nombre mitjà de persones que vivien en cada família era de 2,97.
Per edats la població es repartia de la següent manera: un 23,1% tenia menys de 18 anys, un 10,1% entre 18 i 24, un 28,8% entre 25 i 44, un 20,3% de 45 a 60 i un 17,7% 65 anys o més.
L'edat mediana era de 37 anys. Per cada 100 dones de 18 o més anys hi havia 89,1 homes.
La renda mediana per habitatge era de 35.909 $ i la renda mediana per família de 47.375 $. Els homes tenien una renda mediana de 32.150 $ mentre que les dones 22.031 $. La renda per capita de la població era de 17.639 $. Entorn del 4% de les famílies i el 6,8% de la població estaven per davall del llindar de pobresa.

## Poblacions més properes
El següent diagrama mostra les poblacions més properes.